# 프랑스 국가 경찰

프랑스 국가 경찰(프랑스어: Police nationale)은 이전에 "Sûreté nationale"라는 이름으로 알려졌던 프랑스의 두 국가 경찰 중 하나이며, 다른 하나는 국가 헌병대(National Gendarmerie)이다. 경찰은 국가의 주요 민법 집행 기관으로 도시와 대도시에 대한 주요 관할권을 갖고 있다. 이와 대조적으로, 국가 헌병대는 농촌 및 국경 지역뿐만 아니라 작은 마을에서도 일차적인 관할권을 가지고 있다. 경찰은 내무부 소관으로, 직원 수는 약 145,200명(2015년 기준)이다. 젊은 프랑스 시민은 경찰에서 의무복무를 수행할 수 있다.
국가 경찰은 1941년 8월 14일 비시 정권 하에서 정부 수반인 필리프 페탱(Philippe Pétain)이 서명한 법령에 따라 창설되었다. 이 법령은 1941년 4월 23일의 법을 시행하여 국민 경찰을 창설했다. 파리 경찰청의 경찰 서비스가 통합되었다. 1944년 11월 16일 프랑스 공화국 임시정부의 명령에 따라 해방 후 해산되었다.
경찰은 주로 도시와 대도시에서 활동한다. 해당 맥락에서 순찰, 교통 통제, 신원 확인과 같은 보안 작업을 수행한다. 사법부 수사관의 명령과 감독을 받아 범죄수사 및 수색영장을 발부하는 업무를 수행한다. 또한 이러한 문의에 대해 특정 서비스('사법경찰')를 유지한다.